# City of Angels
City of Angels er en engelsksproget romantisk film fra 1998 instrueret af Brad Silberling. Blandt de medvirkende findes Nicolas Cage og Meg Ryan.
Filmen finder sted i Los Angeles i Californien, og er en genindspilning af Wim Wenders' Himlen over Berlin fra 1987, som foregår i Berlin. Den amerikanske film er dog på en lang række punkter forskellig fra Wenders' film.
City of Angels intjente næsten $200 million.
Nummeret Angel, skrevet af den canadiske sangerinde Sarah McLachlan, der er at finde på soundtracket til filmen, nåede en fjerdeplads på den amerikansk Billboard Hot 100 i februar 1999

## Eksterne Henvisninger
- City of Angels på Internet Movie Database (engelsk)
- City of Angels på Filmdatabasen
- City of Angels på Scope
- City of Angels i Svensk Filmdatabas (svensk)
- City of Angels på AlloCiné (fransk)
- City of Angels på MovieMeter (nederlandsk)
- City of Angels på AllMovie (engelsk)
- City of Angels hos American Film Institute (engelsk)
- City of Angels på Turner Classic Movies (engelsk)
- City of Angels på The Movie Database (engelsk)